# Crewe and Nantwich
Crewe and Nantwich è stato un borough del Cheshire, Inghilterra, Regno Unito, con sede a Crewe.
Il distretto fu creato con il Local Government Act 1972, il 1º aprile 1974 dalla fusione del municipal borough di Crewe con il distretto urbano di Nantwich e il distretto rurale di Nantwich. Dal 2009 il suo territorio è confluito nella nuova autorità unitaria di Cheshire East.

## Parrocchie civili
Le parrocchie, che non coprono l'area del capoluogo, sono:
- Acton
- Alpraham
- Aston juxta Mondrum
- Audlem
- Austerson
- Baddiley
- Baddington
- Barthomley
- Basford
- Batherton
- Bickerton
- Blakenhall
- Bridgemere
- Brindley
- Broomhall
- Buerton
- Bulkeley
- Bunbury
- Burland
- Calveley
- Checkley cum Wrinehill
- Cholmondeley
- Cholmondeston
- Chorley
- Chorlton
- Church Minshull
- Coole Pilate
- Crewe Green
- Dodcott cum Wilkesley
- Doddington
- Edleston
- Egerton
- Faddiley
- Hankelow
- Haslington
- Hatherton
- Haughton
- Henhull
- Hough
- Hunsterson
- Hurleston
- Lea
- Leighton
- Marbury cum Quoisley
- Minshull Vernon
- Nantwich (città)
- Newhall
- Norbury
- Peckforton
- Poole
- Ridley
- Rope
- Shavington cum Gresty
- Sound
- Spurstow
- Stapeley
- Stoke
- Walgherton
- Wardle
- Warmingham
- Weston
- Wettenhall
- Willaston
- Wirswall
- Wistaston
- Woolstanwood
- Worleston
- Wrenbury cum Frith
- Wybunbury